# سكسينات

## الاستخدام
بعض الأدوية (على سبيل المثال solifenacin ) تستخدم علاجيًا كأملاح حمض السكسينيك. 
كما تستخدم سكسينات الكالسيوم والبوتاسيوم والمغنيسيوم كبديل لملح الطعام .

## التفاصيل
1. ↑  The فهرس ميرك. An Encyclopaedia of Chemicals, Drugs and Biologicals. 14. Auflage, 2006, ISBN 978-0-911910-00-1, S. 1494.

## اقرأ أيضا
- سلسلة تنفس

## روابط انترنت
- Succinate في ChEBI